# Centreville (Alabama)

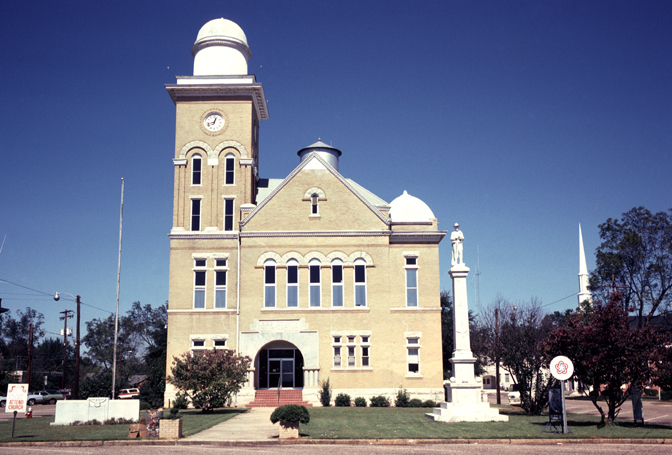
Budynek sądu w Centreville

Centreville – miasto w południowo-wschodniej części Stanów Zjednoczonych, w Alabamie, stolica hrabstwa Bibb.

## Demografia
- Liczba ludności: 2701 (2023)[1]
- Gęstość zaludnienia: 107,2 os./km²
- Powierzchnia: 25,2 km²